# ويجز
أحمد علي ويُعرف باسم ويجز (مواليد 11 سبتمبر 1998) هو مغني راب مصري وممثل مصري. حقق النجومية في مصر والوطن العربي عقب إطلاقه لتراك دورك جي في 11 مارس 2020، لاقت الأغنية نجاحًا ضخمًا في وقت قصير للغاية، حيث تجاوز عدد المشاهدات على يوتيوب 24 مليون مشاهدة خلال شهرين فقط. وهو المغني المصري الأكثر استماعاً على سبوتيفاي في 2020 و2021.و كان ضمن قائمه a greatest 100 singers

## مسيرته
نشأ ويجز في حي الورديان بمحافظة الإسكندرية وترجع أصوله إلى الأقصر، درس في معهد العجمى العالى للعلوم الادارية، عمل في شركة فودافون قبل أن يتركها ليركز في مجال الراب. بداية ويجز كانت من خلال أغنية «بطلوا فيك»، إلا أن اولى نجاحاته كانت أغنية "TNT" التي طُرحت عام 2018. شارك في مسلسل بيمبو للمخرج عمرو سلامة والذي يعد أول تجربة تمثيلية له
في 2021 وضعته مجلة فوربس الشرق الأوسط ضمن قائمتها لمشاهير نجوم الموسيقى العرب 2021، كما ضمته مجلة جي كيو الأمريكية ضمن قائمتها لأكثر 21 موسيقي شاب إثارة على كوكب الأرض في 2021 ممثلاً منطقة الشرق الأوسط.
ساهمت اغنية البخت في تأكيد وجوده في الساحة المصرية والعربية ككل وتخطت مشاهدتها 200 مليون مشاهدة حيث لاقت إعجاب كبير من الجمهور العربي.

## وصلات خارجية
- ويجز على موقع IMDb (الإنجليزية)
- ويجز على موقع قاعدة بيانات الأفلام العربية